# Germán Peirotti
Germán Alejandro Peirotti (Esperanza, Provincia de Santa Fe, Argentina; 19 de diciembre de 1981) es un futbolista argentino. Juega como mediocampista ofensivo o enganche y su primer equipo fue Unión de Santa Fe. Actualmente milita en Sportivo del Norte de la Liga Esperancina de Fútbol.

## Clubes
| Club                   | País      | Año       |
| ---------------------- | --------- | --------- |
| Unión de Santa Fe      | Argentina | 2003-2005 |
| Unión Lara             | Venezuela | 2006-2007 |
| Libertad de Sunchales  | Argentina | 2007      |
| 9 de Julio de Rafaela  | Argentina | 2009-2010 |
| Unión de Sunchales     | Argentina | 2010-2011 |
| Unión de Santo Domingo | Argentina | 2012-2014 |
| Sarmiento de Humboldt  | Argentina | 2015      |
| Sportivo del Norte     | Argentina | 2016-?    |